# Colosteidae
Los colosteidos (Colosteidae) son una familia de tetrápodos que vivieron en el período Carbonífero. Poseían canales de la línea lateral bastante desarrollados, lo que sugiere un estilo de vida acuático.

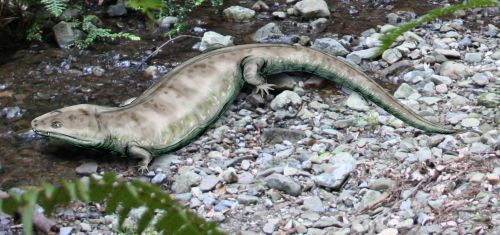
Colosteus
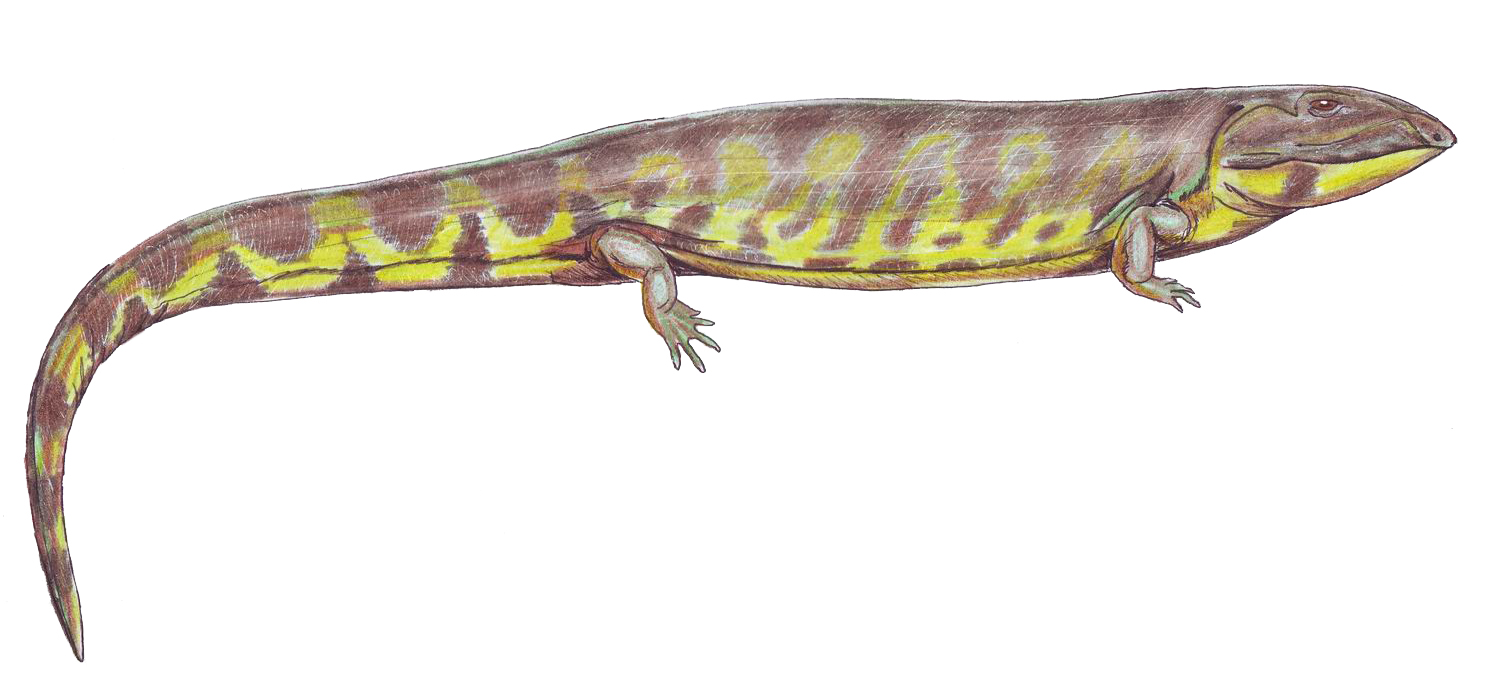
Pholidogaster